# Florida Film Critics Circle
La Florida Film Critics Circle (FFCC) est une association de critiques de cinéma basée en Floride, et fondée en 1996.
Elle remet chaque année les Florida Film Critics Circle Awards  (FFCC Awards), qui récompensent les meilleurs films de l'année.

## Catégories de récompense
- Meilleur film (Best Film)
- Meilleur réalisateur (Best Director)
- Meilleur acteur (Best Actor)
- Meilleure actrice (Best Actress)
- Meilleur acteur dans un second rôle (Best Supporting Actor)
- Meilleure actrice dans un second rôle (Best Supporting Actress)
- Meilleur scénario original (Best Original Screenplay)
- Meilleur scénario adapté (Best Adapted Screenplay)
- Meilleure direction artistique (Best Production Design)
- Meilleure photographie (Best Cinematography)
- Meilleure bande-son et partition (Best Soundtrack and Score)
- Meilleurs effets visuels (Best Visual Effects)
- Meilleur film en langue étrangère (Best Foreign Language Film)
- Meilleur film d'animation (Best Animated Feature)
- Meilleur film documentaire (Best Documentary Film)
- Pauline Kael Breakout Award